# 渡辺捷昭
渡辺 捷昭（わたなべ かつあき、1942年2月13日 - ）は、日本の実業家。

首都高速道路株式会社取締役会長、一般財団法人道路新産業開発機構会長、一般財団法人道路システム高度化推進機構理事長、一般社団法人次世代放送推進フォーラム名誉会長、公益財団法人長寿科学振興財団会長、トヨタ自動車株式会社代表取締役社長（第5代、工販分離前から数えると第10代）、トヨタファイナンシャルサービス監査役、一般社団法人日本経済団体連合会副会長を歴任した。

## 概要
三重県四日市市生まれ。愛知県立岡崎高等学校を経て、慶應義塾大学経済学部卒業。
1964年4月にトヨタ自動車工業株式会社（現在のトヨタ自動車）に入社。1992年に取締役、1997年に常務、1999年に専務、2001年に副社長を経て、2005年に社長、2009年に副会長に昇格し、2011年に相談役に退いた。2010年の役員報酬は1億1400万円。その後は顧問を務めていたが、2018年、日本企業の相談役制度の廃止などが進む中、相談役を退いた奥田碩らとともに、顧問退任。2018年秋の叙勲で旭日大綬章を受章。
また、財団法人道路新産業開発機構の会長など、自動車や道路整備等に関連する諸団体の役員等にも多数就任している。

## 来歴・人物
慶應義塾大学在学中は慶應義塾ワグネル・ソサィエティー男声合唱団に所属した。大学卒業後、トヨタ自動車工業株式会社（現在のトヨタ自動車）に入社。部品購入を担当する調達部門、経営企画の分野を担当後、1992年に取締役に就任した。その後、主力工場の一つである元町工場の工場長、米国、および欧州の現地事業体の取締役などを担当して、2001年に副社長に就任した。2000年から強力な原価低減活動を推進して、3年間で主要部品のコストを約30%削減したと言われている（CCC21）。
2005年6月に代表取締役社長に就任し、2009年6月より副会長に就任した。社長の任期中は奥田碩社長時代以降の海外販路拡大路線を継承し、2007年  のトヨタグループ累計の年間販売台数は過去最高の936万6,418台を達成し (僅差で世界2位)、2008年3月期の連結営業利益を2兆2703億円として史上最高益を達成した。翌2008年  の世界販売台数はリーマン・ショックにより落ち込むもののGMを抜き、初めて世界一を達成した。しかし、行き過ぎたコスト削減と、利益追求で品質低下を招いた。こうした2009年から2010年  にかけて発生した大規模リコール問題の責任を取り、会長に就任することなく2011年に相談役に退くことになった。この人事には、創業一族（豊田家）出身で長男の豊田章男新社長への権力移譲を急ぎたい豊田章一郎名誉会長の意向が働いたと報道されている。
この間2010年から長寿科学振興財団会長。2011年から道路交通情報通信システムセンター理事長。また2009年から日本経済団体連合会副会長を務め、2012年から首都高速株式会社取締役会長を務めた。また、九州フィナンシャルグループの社外取締役を務める。
「明るく、楽しく、元気よく」「愚直に、地道に、徹底的に」が信条。趣味は音楽鑑賞（すべてのジャンル）やラグビー・野球・サッカー・ゴルフなどの観戦。

## その他
- 米タイム誌の「最も影響力のある人物100人」の一人として、2005年及び2007年に選出された。
  - 世界で最も影響力のある人物トップ100 (100 Most Influential People of 2005)
- 新入社員時代に社員食堂の改善を命じられたとき、残飯の分析を行い、現場の人達を驚かせた。
- 「早々帰宅部」と揶揄されていた当時の総合企画部の意識・組織改善を行った。